# NGC 5540
NGC 5540 é uma galáxia elíptica (E-S0) localizada na direcção da constelação de Ursa Major. Possui uma declinação de +60° 00' 39" e uma ascensão recta de 14 horas, 14 minutos e 54,2 segundos.
A galáxia NGC 5540 foi descoberta em 17 de Abril de 1789 por William Herschel.